# Stahlfabrik Friedrich Lohmann

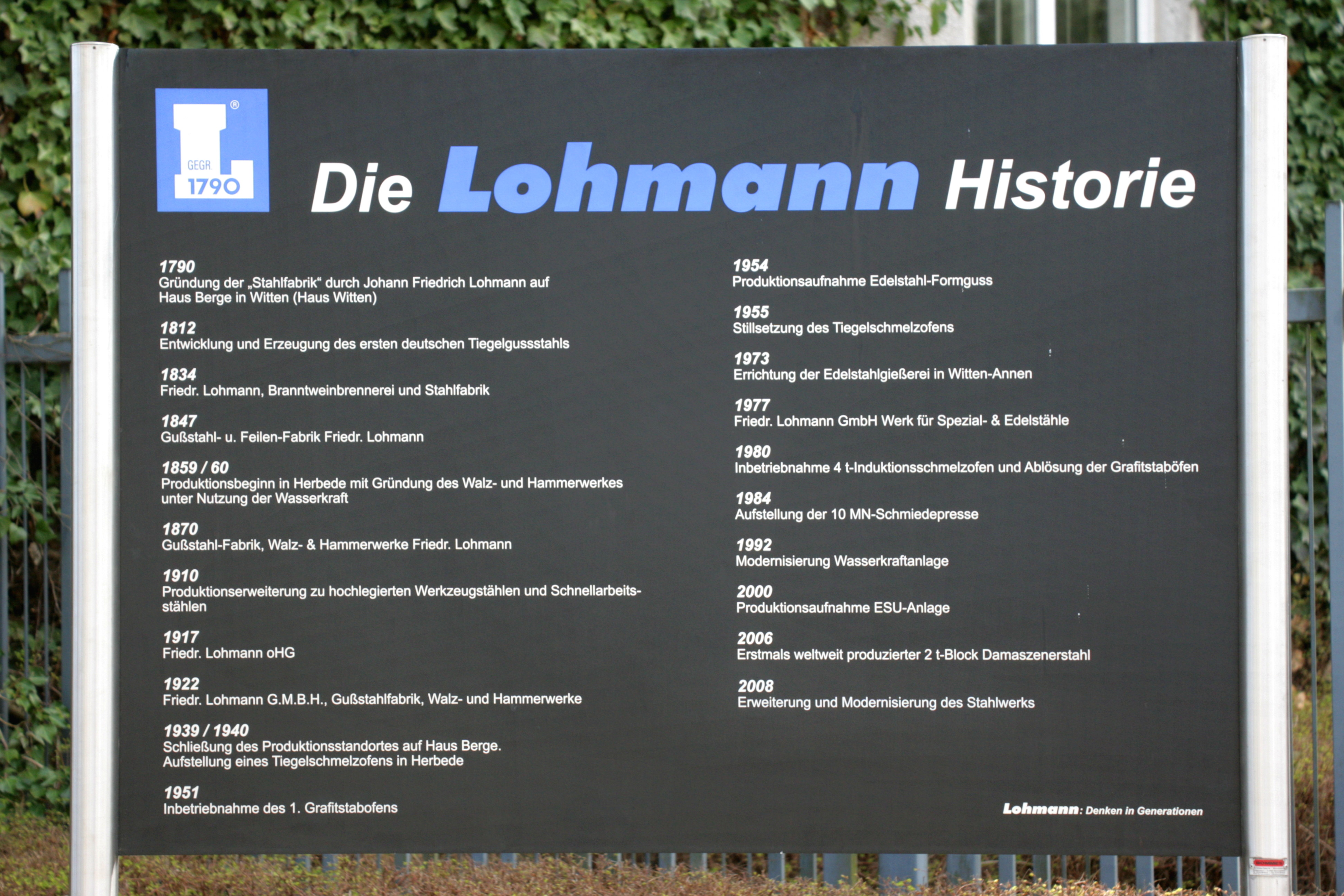
Unternehmensgeschichte auf einem Informationsschild vor Ort

Die Stahlfabrik Friedrich Lohmann ist ein 1790 in Witten durch Friedrich Lohmann d. Ä. gegründetes Stahlwerk. 2021 firmierte das Familienunternehmen, in der siebten Generation von der Familie Lohmann geleitet, unter dem Namen Friedr. Lohmann GmbH.

## Geschichte
1788 hatte Friedrich Lohmann der Ältere in Witten das Gut Berge (heute Haus Witten) gepachtet, 1790 zog er selbst dorthin und gründete am 24. Oktober die Stahlfabrik. 1798 wurde die Pacht auf die naheliegende Kornmühle am Herbeder Mühlengraben ausgedehnt, einschließlich der dortigen Wasserrechte an der Ruhr. 1815 kaufte er das gesamte Gelände inklusive aller Gerechtsame.
1800 gründete er die Gewerkschaft Wittener Eisenhütte, geplant war die Errichtung eines Hochofenwerkes. Das Vorhaben wurde aber gegen 1815 aufgegeben. Ab 1801 begann er mit dem Erwerb von Eisenstein- und Kohlengruben um seine Rohstoffversorgung zu sichern.
Von 1809 bis 1812 versuchte er einen brauchbaren Tiegelgussstahl herzustellen. Durch die Kontinentalsperre (1806–1814) durch Napoleon wurde Kontinentaleuropa von der Tiegelstahl-Lieferung des bis dahin ausschließlichen Lieferanten England abgeschnitten. Besonders in Frankreich und Deutschland (Königreich Westphalen und Königreich Preußen) wurde versucht dieses durch Nacherfindung der Technik zu ersetzen. Die regelmäßige Fabrikation von qualitativ hochwertigem Tiegelstahl gelang allerdings erst dem Sohn Friedrich Lohmann dem Jüngeren nach dem Tod des Firmengründers. Im Keller des heute zum Kulturzentrum umgebauten Hauses Witten können noch Relikte der Produktionsanlagen und fertiggestellten Tiegelstahlwerkstücke besichtigt werden.
1822 wurde das Walzwerk, 1831 zur Materialversorgung ein Puddelwerk in Betrieb genommen. 1834 baute Friedrich Lohmann der Jüngere auch eine Branntwein-Brennerei auf dem Gelände auf. Die Firma hieß zu der Zeit „Lohmann & Brand“. Der Namensteil Brand stammt vom Schwiegersohn Ambrosius Brand, der an der Firma beteiligt war.
1837 starb Friedrich Lohmann d. Ä. und es übernahm nicht, wie damals üblich, sein Sohn, sondern seine Witwe Helene (geborene Berger) den gesamten Firmenbesitz, zu dem neben Haus Witten mit seiner Landwirtschaft und der dortigen Stahl- und Feilenfabrik, Brennerei und Mühle auch noch aus fast 70 Bergwerken und umfangreichem Getreidehandel bestand. 1847 nennt sich die Firma „Gußstahl- u. Feilen-Fabrik Friedr. Lohmann“. Erst 1855 übergibt Helene ihrem Sohn das Familienunternehmen.

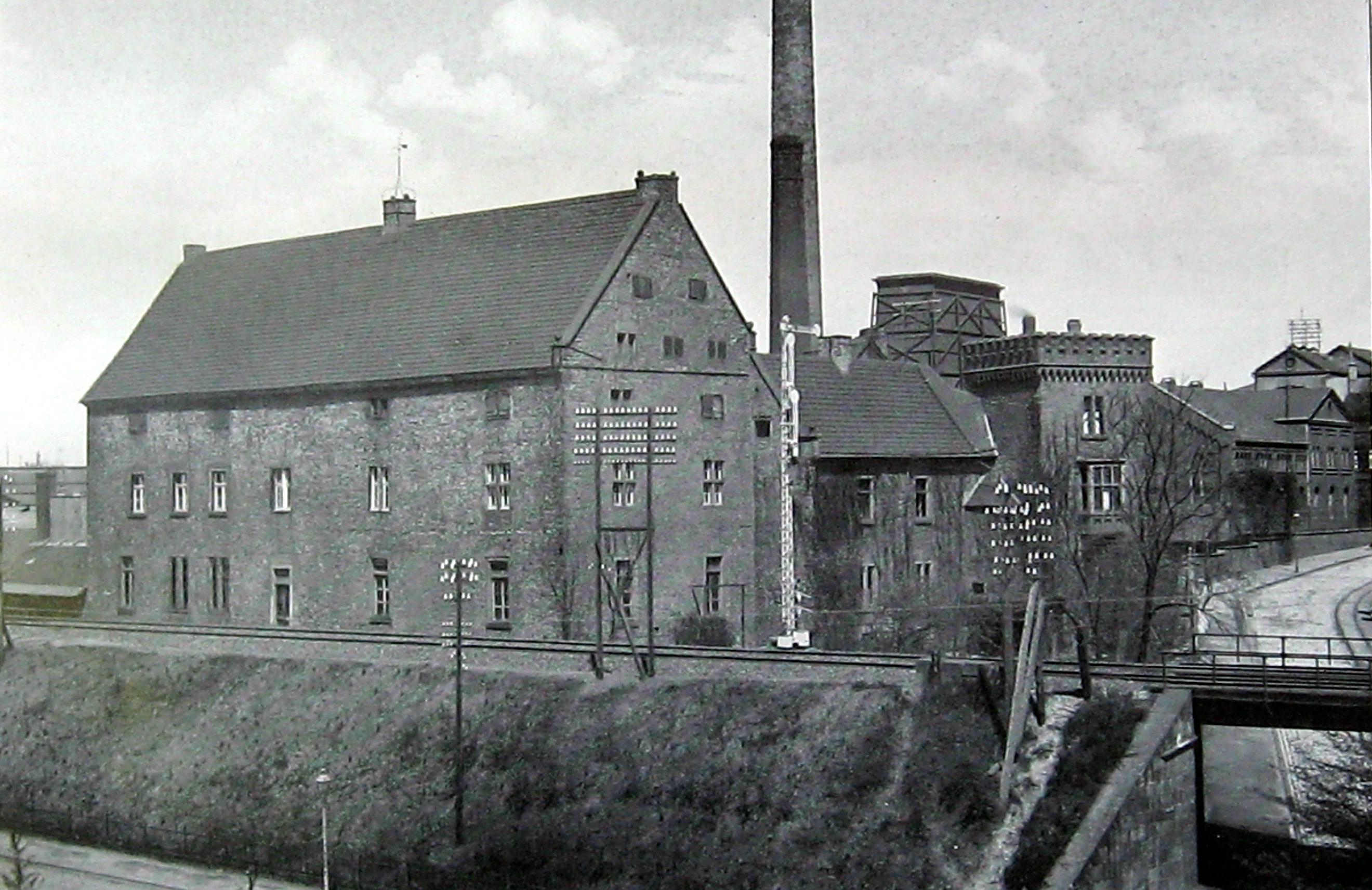
Haus Witten um 1900

„"Die Gußstahlfabrik des Herrn Friedrich Lohmann in Witten beschäftigte 70 Arbeiter und wurden 750.000 Pfd. Gußstahl gewonnen, welche zum größeren Theile weiter zu Gußstahlfeilen verarbeitet worden sind, die sich einen großen Ruf erworben haben."“

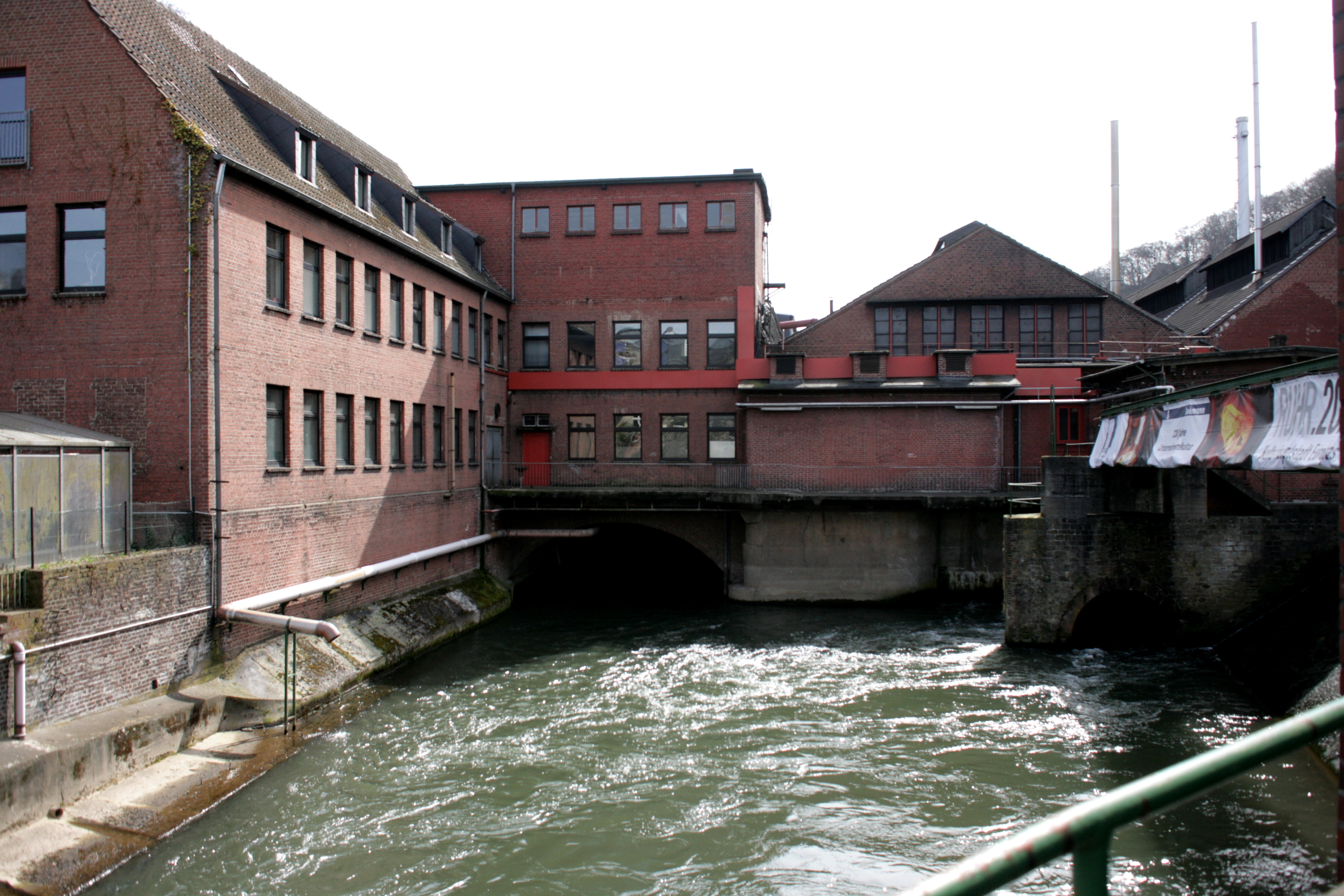
Mühlengraben in Herbede

1859/1860 begann die Produktion im Walz- und Hammerwerk in Herbede. Vorher waren dort Ländereien und eine Kornmühle am Herbeder Mühlengraben inklusive der dortigen Wasserrechte erworben worden, die Wasserkraft wurde zum Betrieb des Werkes bis 1992 eingesetzt. In der ehemaligen Kornmühle und dem benachbarten Haus Schellenberg befindet sich heute das Familien- und Firmenarchiv mit circa 100 laufenden Metern Akten, Urkunden, Geschäftsbüchern und Fotos. Ab 1870 nannte sich die Firma „Gußstahl-Fabrik, Walz- & Hammerwerke Friedr. Lohmann“.
1910 erweiterte man die Produktion zu hochlegierten Werkzeug- und Schnellarbeitsstählen. 1917 war die Firma eine Offene Handelsgesellschaft, 1922 änderte sich die Geschäftsform in Friedrich Lohmann GmbH.
1939/1940 wurde das Werk am Haus Witten geschlossen und ein neues Tiegelstahlwerk in Herbede in Betrieb genommen, ab 1954 erfolgte dort auch die Herstellung von Edelstahl-Formguss.
1973 wurde ein weiteres Werk, eine Edelstahlgießerei, in Witten-Annen in Betrieb genommen.
In den Folgejahren wurden immer wieder Modernisierungen der Anlagen durchgeführt, unter anderem mit einer ESU-Anlage (Elektroschlacke-Umschmelzverfahren) und einer 10 MN-Schmiedepresse.

## Heutiges Unternehmen

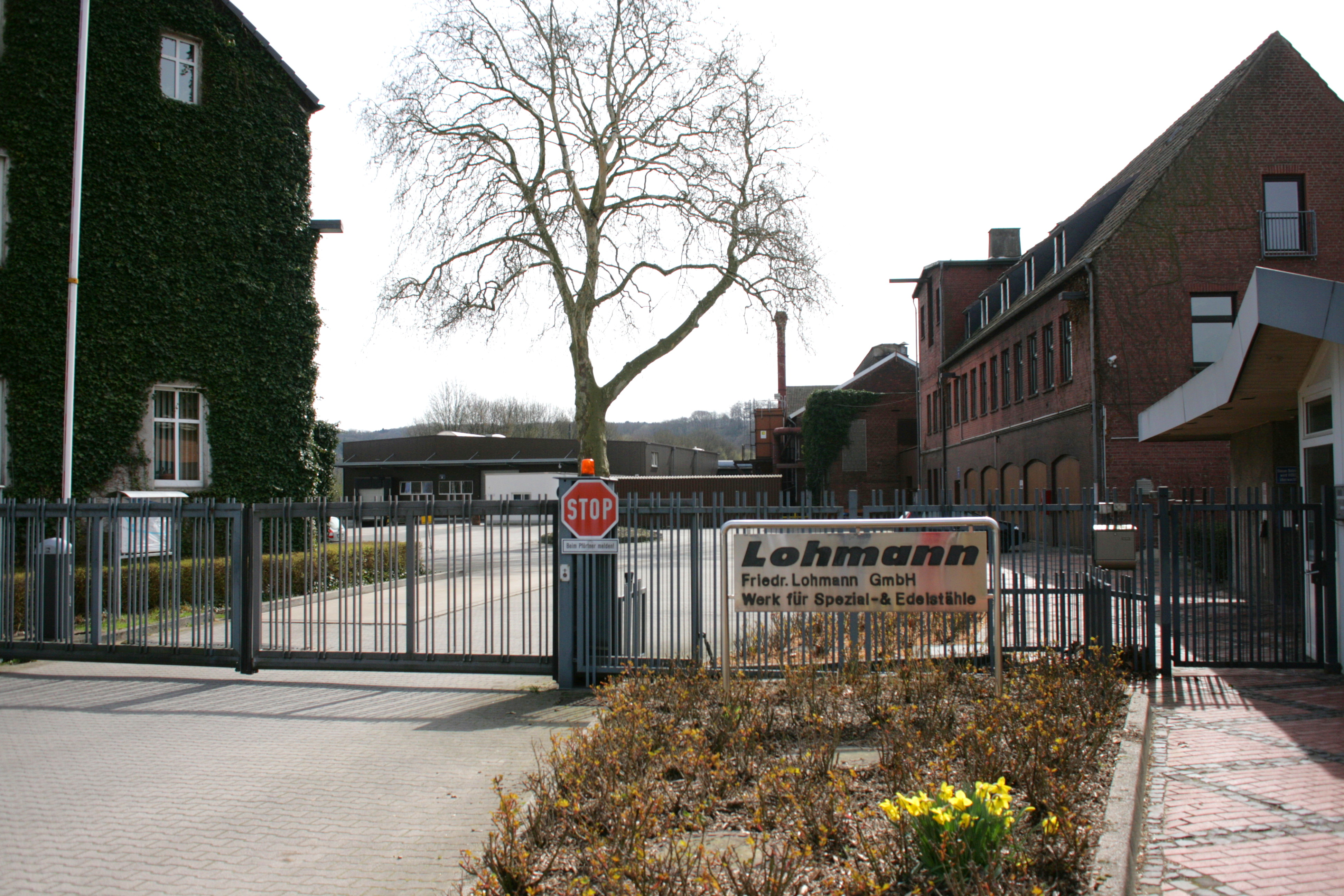
Firmengelände in Herbede

Heute stellt das Unternehmen warmgewalzte und geschmiedete Werkzeug-, Schnellarbeits- und Spezialstähle für den Werkzeugbau und daraus gefertigte Blech- und Stabstahlprodukte sowie hochwertige Edelstahlformgusse und Schweißverbundkonstruktionen her. Dazu werden auch entsprechende Serviceleistungen angeboten und Stahlhandel betrieben.
Am Standort Herbede gibt es einen Induktions-Schmelzofen, die ESU-Anlage, Schmiedepresse, Schleifanlage und Walzenstraße, Laser-, Richt-, Schneid- und Trennautomaten sowie ein Hochregallager. In Annen befinden sich Induktions-Schmelzöfen, eine Kernmacherei, Putzerei und Formerei sowie das Lager mit den Formgussmodellen.
Das Unternehmen beschäftigt rund 350 Mitarbeiter.  Das Unternehmen wird in siebter Generation von Gunnar Lohmann-Hütte, Katja Lohmann-Hütte und Friedrich Lohmann-Voß, geführt.